# PSR B1957+20
PSR B1957+20 (Пульсар Чёрная Вдова) —  миллисекундный пульсар, является частью двойной системы в созвездии Стрелы. Обнаружен в 1988 году. Является первым обнаруженным пульсаром такого типа.
PSR B1957+20 обращается с коричневым карликом-компаньоном с периодом 9,2 часа. Период затмения составляет около 20 минут. Наиболее распространённое теоретическое объяснение системы подразумевает, что спутник разрушается гравитацией нейтронной звезды (полость Роша), за что пульсар и получил прозвище Чёрная Вдова. После этого были обнаружены и другие объекты со сходными характеристиками, и название было применено к классу миллисекундных пульсаров с аблирующей компаньона.
Позднейшие наблюдения объекта позволили обнаружить головную ударную волну в H-alpha и в меньшей степени в рентгеновском диапазоне (космический телескоп «Чандра»), указывая на скорость звездного ветра около миллиона километров в час.
В 2010 году было подсчитано, что для нейтронной звезды нижний порог массы не менее {\displaystyle 1.66M_{\odot }}, а верхний {\displaystyle 2.4M_{\odot }} (последний из которых, если это действительно, сделал бы PSR B1957+20 самой массивной нейтронной звездой, которую удалось обнаружить до сих пор в пределах диапазона Толмана-Оппенгеймера-Волкова).
В 2018 году радиоизлучение пульсара было конвертировано в звук, и на основе этих звуков была сделана музыкальная композиция.

## Галерея
Пульсар Чёрная вдова и его окружение в представлении художника.
- Изображения пульсара в окружении его главной ударной волны. Белые лучи указывают на частицы материи и антиматерии, выброшенной из звезды. Его звезда-компаньон (коричневый карлик), находится слишком близко к пульсару, чтобы быть видимым в таком масштабе.
- Изображение Пульсара, показывающее влияние звёздного ветра на его звезду-компаньон, которая испаряется. Ударная волна слишком велика, чтобы быть показанной в этом масштабе, и будет распространяться более чем на 24 км за край экрана при соблюдении масштаба.